# Shaanxi Aircraft Corporation
Shaanxi Aircraft Corporation (SAC) (спрощ.: 陕飞集团; піньїнь: Shǎnfēi Jítuán) — китайська авіабудівна корпорація, дочірнє підприємство державної Корпорації авіаційної промисловості Китаю (AVIC). Спеціалізується на виробництві транспортних літаків військового та цивільного призначення. Штаб-квартира та складальні підприємства розташовані в Ханьчжуні, провінція Шеньсі.

## Історія та виробничі можливості
Компанія Shaanxi Aircraft заснована 1969 року. 2001 року вона завершила комплексну корпоратизацію і її статус було підвищено до Industry Group. На той час вона мала 6 дочірніх компаній, 7 філій і 15 виробничих заводів. Її діяльність поширюється на низку сфер, включаючи виробництво літаків, великомасштабного технологічного обладнання, монтаж будівель, транспортні, комерційні та торговельні послуги тощо. До 2003 року корпорація охоплювала площу в 3 мільйони квадратних метрів, мала загальні активи 3000 мільйонів юанів. Станом на 2020 рік у SAC працювало понад 10 000 співробітників, з них 1350 інженерів і старших інженерів, понад 300 кваліфікованих техніків і старших техніків. Корпорація володіє всіма засобами для виготовлення великих літаків: заводами з великими виробничими площами для складання й фарбування літаків, виготовлення великогабаритних авіаційних компонентів, десятками великих верстатів з числовим програмним керуванням, устаткуванням для термічного оброблення, численними установками і обладнанням для тестування та перевірки великих літаків.

## Продукція

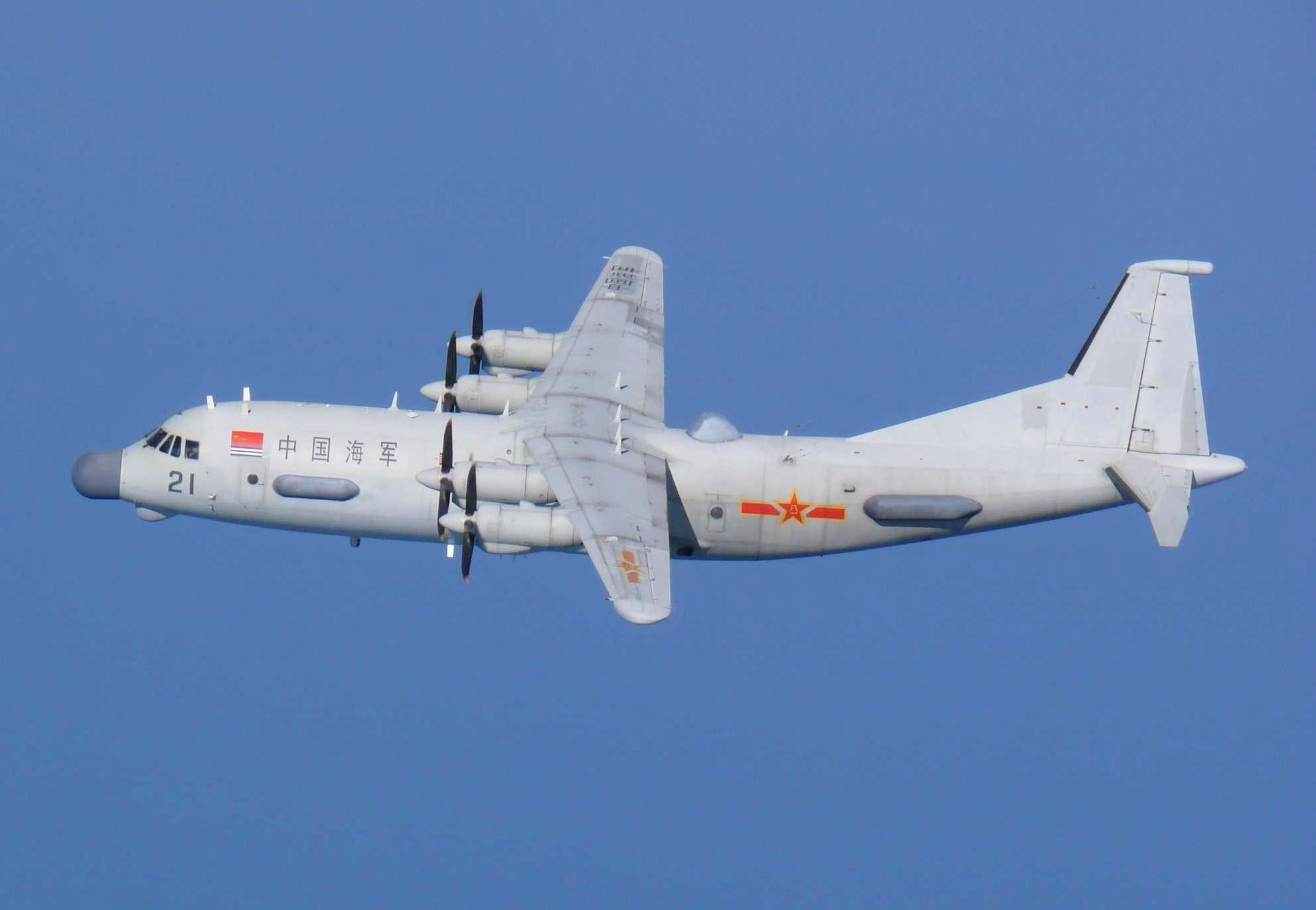
Протичовновий літак Shaanxi Y-8 ASW

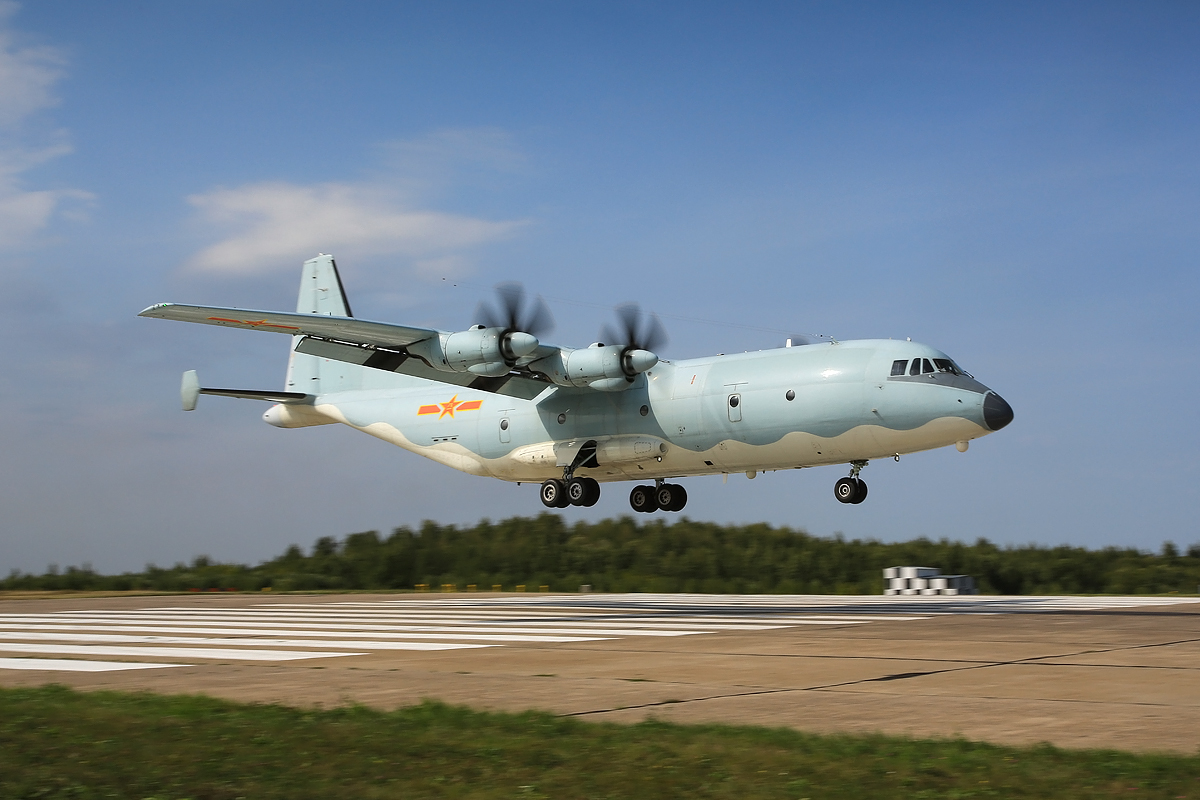
Y-9

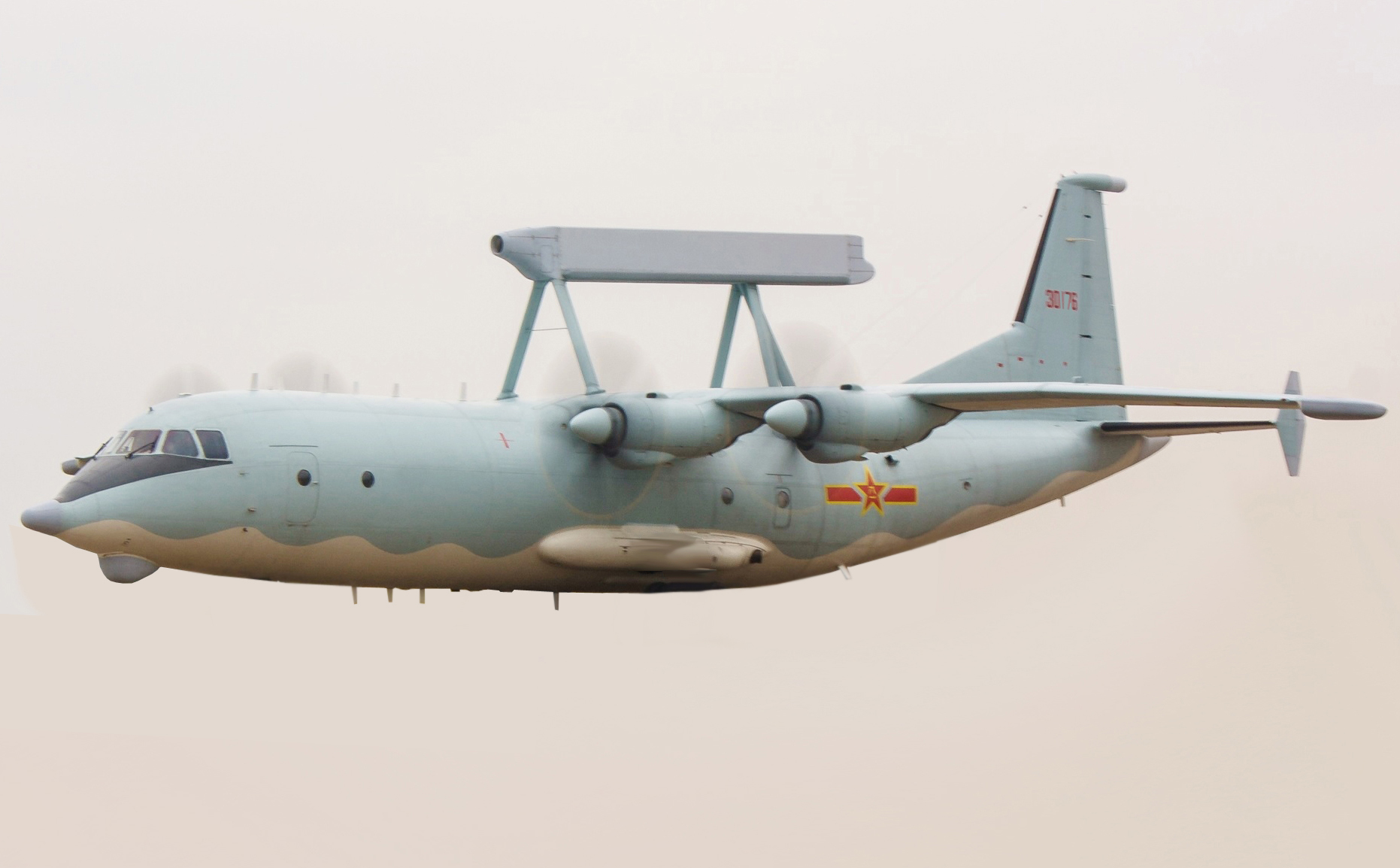
Літак дальнього радіолокаційного стеження Shaanxi KJ-200

У 1960-х роках КНР придбала в СРСР кілька військово-транспортних літаків Ан-12, а в 1974 року — ліцензію на їх виробництво. 1969 року Сіаньський інститут проектування літаків (англ. Xi’an Aircraft Design Institute) та Сіаньський авіаційний завод (англ. Xi’an Aircraft Factory) розпочали процес зворотного проєктування для розробки Y-8, яке було завершене в лютому 1972 року. Виробництво першого прототипу Y-8 було передано компанії Shaanxi Aircraft Industry у Ханьчжуні. Він здійснив свій перший політ у грудні 1974 року. Другий прототип Y-8 здійснив свій перший політ у грудні 1975 року. Пізніше SAC розробила третій прототип, який завершив свій перший політ у січні 1977 року. Через розрив радянсько-китайських відносин серійний випуск ліцензованого багатоцільового транспортного літака Shaanxi Y-8 виробництва Shaanxi Aircraft Corporation був запущений лише 1981 року. Shaanxi Y-8, оснащений чотирма турбогвинтовими двигунами Zhuzhou WoJiang-6,  має крейсерську швидкість 550 км/год, максимальну швидкістю 660 км/год, дальність польоту 5615 км, практичну стелю 10,4 км. Маса літака — 35 490 кг, а максимальна злітна маса — 61 000 кг. Працівники SAC успішно розробили понад 20 модифікацій літака Y-8 військового й цивільного призначення. Серед них літаки дальнього радіолокаційного стеження, протичовнові. Завдяки добрим характеристикам, надійності в експлуатації літак придбали Венесуела, Казахстан, М'янма, Пакистан, Судан, Танзанія, Шрі-Ланка.
З 2010 року компанія розпочала виробництво транспортного літака Shaanxi Y-9, як удосконаленої версії Shaanxi Y-8F більшої довжини, дальності польоту з більшим корисним навантаженням. Вважається, що розробці сприяло авіабудівне підприємство «Авіаційно-технічний комплекс імені Антонова» (АНТК). За загальними характеристиками його можна порівняти з американським транспортним літаком Lockheed Martin C-130J Super Hercules. На базі Y-9 SAC створені літаки дального радіолокаційного стеження Y-9W/KJ-500 (GX-10), радіоелектронної боротьби Y-9G (GX-11), радіоелектронної розвідки Y-9T (GX-13), протичовновий літак Y-9 (GX-15).
19 вересня 2007 року SAC і АТ «Антонов» підписали угоду про створення в Пекіні інженерного центру для робіт над проєктуванням вантажного літака Y-8F600, як удосконалення існуючих Y-8 і Y-5, а також двома іншими  проєктами: 30-тонним вантажним літаком і чотиримоторним 60-тонним вантажним транспортом-амфібією. Перша співпраця Конструкторського бюро О. К. Антонова з Китаєм була започаткована 60 років тому, коли в Китаї був побудований літак АН-2, як транспортний Y-5. Shaanxi Aircraft у цьому спільному підприємстві з початковими інвестиціями близько 10 мільйонів юанів (1,29 мільйона доларів) мала володіти контрольним пакетом акцій.
В активі корпорації також усі модифікації китайських  літаків дальнього радіолокаційного стеження KJ-200, KJ-500, KJ-2000, KJ-3000.